# Химна Нигерије
Устајте земљаци, чујте зов Нигерије (енгл. Arise O Compatriots, Nigeria's Call Obey), или краће Устајте земљаци (енгл. Arise, O Compatriots), назив је за националну химну Нигерије.

## Историја
Национална химна Нигерије од 1914. до 1. октобра 1960. године била је британска колонијална химна „Боже, чувај краљицу!” (енгл. God Save The Queen).
Након стицања независности Нигерије од Уједињеног Краљевства, 1. октобра 1960. године, национална химна је постала „Нигеријо, поздрављамо те!” (енгл. Nigeria, We Hail Thee) написана од стране текстописца Лилијан Џин Вилијамс и композитора Франсеса Берде. За време Нигеријског грађанског рата, од 1967. до 1970. године, Нигерија је и задржала своју званичну химну „Нигеријо, поздрављамо те!” док је сецесионистичка Република Бијафра, самопроглашена држава на тлу југоисточне Нигерије, имала своју засебну химну „Земља излазећег сунца” (енгл. Land of the Rising Sun). Након завршетка рата који је завршен победом Нигерије над Бијафром, Нигерија и Бијафра су се ујединиле створивши данашњу територијалну Нигерију, па су тако и званична национална обележја Републике Бијафре престала да постоје а уједно и њена тадашња химна „Земља излазећег сунца”.
Актуелна национална химна Нигерије усвојена је 1978. године под називом „Устајте земљаци, чујте зов Нигерије”. Текст химне представља комбинацију речи и фраза узетих од пет најбољих представника на националном такмичењу за избор химне Нигерије. Текст химне су написали Џон А. Илечукву, Ем Етим Акпан, Б. А. Огунаике, Сота Омоугуи и П. О. Адерибигбе који је убачен у композицију Полицијског бенда Нигерије под руководством Бенедикта Елиде Одијаса. Премда постоје две верзије химне, углавном се само прва верзија пева у већини случајева.

## Текст химне
| Званични текст на енглеском језику | Текст на хауса језику | Текст на игбо језику | Текст на јоруба језику | Превод на српском језику |
| --- | --- | --- | --- | --- |
| Arise, O compatriots, Nigeria’s call obey To serve our Fatherland With love and strength and faith. The labour of our heroes past Shall never be in vain, To serve with heart and might One nation bound in freedom, peace and unity. O God of creation, Direct our noble cause; Guide our Leaders right: Help our Youth the truth to know, In love and honesty to grow, And living just and true, Great lofty heights attain, To build a nation where peace and justice reign. | Yaku 'yan Nijeriya ku farka; Ku amsa kiran Nijeriya; Domin mu taimaki ƙasarmu ta haihuwa; Don aiki ga ƙasata cikin soyayya da riƙon gaskiya; Domin gudumawar da shuwagabaninmu 'yan kishin ƙasa suka bada; kada ta zama a banza; Muyi aiki da zuciya ɗaya da girmamawa a gareta; Domin ta kasance ƙasa ɗaya mai yanci ga kowa tare da haɗin kai da zaman lafiya. | Bilie nu ndi ala anyi Irubere oku Nigeria isi Ije ozi ala nna anyi Na ifunanya na ike na okwukwe, Olu ndi dike anyi gara aga Agaghiabu ihe efu, Ije ozi n' obi n' ike n'okwukwe Otu ala jikolu onu na nnwere onwe Udo na ịdị n'otu. | Dide eyin ara. Wa je-pe Naijiria, ka fife sin 'lewa pelu okun ati 'gbagbo Ki ise awon akoni wa ko ma se ja sa-san, Ka sin tokan-tara ile tominira wa, ti alafia so-dokan. | Устајте, земљаци, чујте зов Нигерије служите нашој отаџбини са љубављу, снагом и вером. Да рад наших хероја из прошлости никада не би био узалудан, служите срцем и снагом границе једног слободног народа, у миру и слози. Господе Боже наш, ти који си нас створио према обличју твојему; Буди водич нашим лидерима Помози нашим младима да знају истину У љубави и поштењу да нам расту И живе у истини и правди Да се вину у висине И изграде нашу нацију, где влада мир Где влада правда. |

## Национална заклетва
Национална заклетва Нигерије на верност се изговара одмах након извођења националне химне. Заклетву је написала, професорка, госпођа Фелисија Адебола Адебојин 1976. године. Заклетва гласи овако:
| Оригинални текст заклетве на енглеском језику | Превод заклетве српски језик |
| --- | --- |
| I pledge to Nigeria my country. To be faithful, loyal and honest. To serve Nigeria with all my strength. To defend her unity, and uphold her honour and glory. So help me God. | Заклињем се Нигерији мојој земљи. Да ћу бити веран, одан и искрен. Да ћу служити Нигерији из све снаге. Да ћу бранити њено јединство, њену част и славу. О Боже помози ми. |